# Diocese de Raiganj
A Diocese de Raiganj (Latim:Dioecesis Raigangensis) é uma diocese localizada no município de Raiganj, no estado de Bengala Ocidental, pertencente a Arquidiocese de Calcutá na Índia. Foi fundada em 8 de junho de 1978 pelo Papa Paulo VI. Com uma população católica de 97.570 habitantes, sendo 1,1% da população total, possui 39 paróquias com dados de 2020.

## História
Em 8 de junho de 1978 o Papa Paulo VI cria a Diocese de Raiganj através do território da Diocese de Dumka.

## Lista de bispos
A seguir uma lista de bispos desde a criação da diocese em 1978.
|                   | Nome                       | Período           | Notas             |
| Bispos de Raiganj | Bispos de Raiganj          | Bispos de Raiganj | Bispos de Raiganj |
| ----------------- | -------------------------- | ----------------- | ----------------- |
| 3º                | Fulgence Aloysius Tigga    | 2018 - atual      |                   |
| 2º                | Alphonsus F. D'Souza, S.J. | 1987 - 2016       | Faleceu o cargo   |
| 1º                | Leo Tigga, S.J.            | 1978 - 1986       | Faleceu o cargo   |